# Почётные граждане Омской области
Почётные граждане Омской области — перечень обладателей почётного звания Омской области «Почётный гражданин Омской области».
Основаниями присвоения звания являются:

1) совершение мужественных и героических поступков при исполнении служебного и (или) гражданского долга во благо Омской области и (или) Российской Федерации;
2) личные заслуги по защите прав и законных интересов жителей Омской области, сохранению исторического и культурного наследия Омской области;
3) особая длительная плодотворная благотворительная, общественная, культурная, научная, политическая, хозяйственная, а также иная деятельность с выдающимися результатами для Омской области, авторитет лица у жителей Омской области, обретенный в результате этой деятельности.

## Перечень
| Фамилия, имя, отчество               | Звание, должность, место работы | Дата рождения годы жизни           | Номер и дата акта о награждении |
| ------------------------------------ | --- | ---------------------------------- | ------------------------------- |
| Казаков, Сергей Петрович             | пенсионер, прокурор Омской области (1992—2008), Почётный работник прокуратуры Российской Федерации | 01.05.1948                         | 1-р, 09.01.2025                 |
| Куцевич, Иван Иванович               | Глава Тюкалинского муниципального района Омской области, является Председателем Правления Ассоциации «Совет муниципальных образований Омской области», членом Президиума Общероссийского Конгресса муниципальных образований (г. Москва), председателем Ассоциации Межрегионального сотрудничества «Сибирский тракт»    | 24.01. 1959                        | 225-р от 23.12.2024             |
| Адырбаев, Мурат Шакенович            | Заслуженный врач Российской Федерации | 25.12.1943                         | 173-р от 25.12.2023             |
| Иким Василий Захарович (Владимир)    | митрополит (на покое), орден святого равноапостольного князя Владимира I—III степени, орден преподобного Сергия Радонежского II—III степени, орден святого благоверного князя Даниила Московского II—III степени | 01.02.1940                         | 149-р от 20.11.2023             |
| Киселёв Василий Николаевич           | Глава Крутинского муниципального района Омской области, Почётный работник ЖКХ России, Лучший Глава муниципального образования | 01.01.1952                         | 120-р от 25.09.2023             |
| Кичигин, Георгий Петрович            | Член-корреспондент Российской академии художеств, Академик Китайско-Российской академии, Заслуженный деятель искусств Российской Федерации, Заслуженный художник Российской Федерации, профессор кафедры академической живописи и рисунка ФГБОУ высшего образования «Омский государственный педагогический университет» | 24.05.1951                         | 141-р от 31.10.2022             |
| Бикбавов, Равиль Ахметович           | Заслуженный работник транспорта Российской Федерации, бывший генеральный директор ОАО «Омск-пригород» | 10.06.1939-01.07.2023              | 70-р от 11.10.2018              |
| Рощупкин, Валерий Павлович           | Заслуженный работник жилищно-коммунального хозяйства Российской Федерации, член Совета МОО Содействие развитию культурно-экономических связей омичей «Омское землячество» | 05.03.1945                         | 177-р от 27.07.2016             |
| Варнавский, Владимир Алексеевич      | Председатель Законодательного Собрания Омской области | 20.03.1947-23.05.2023              | 128-р от 08.06.2016             |
| Бутаков, Александр Владимирович      | Заслуженный юрист Российской Федерации, доктор юридических наук, профессор, пенсионер | 30.08.1956                         | 75-р от 05.04.2016              |
| Полежаев, Леонид Константинович      | Заслуженный строитель Российской Федерации, Глава Администрации и Губернатор Омской области, осуществлявший полномочия с 11 ноября 1991 года по 30 мая 2012 года, руководитель фонда «Духовное наследие» | 30.01.1940                         | 26-р от 27.01.2015              |
| Кривко, Алексей Григорьевич          | Герой Социалистического Труда, механизатор совхоза «Еремеевский» | 04.06.1939-09.04.2025              | 282-р от 10.12.2014             |
| Богатырёв, Иван Петрович             | Герой Социалистического Труда, бывший начальник Омского территориального объединения автомобильного транспорта Министерства автомобильного транспорта РСФСР | 10.04.1925-28.02.2022              | 33-р от 14.03.2013              |
| Лицкевич, Николай Иванович           | Почётный строитель России, заслуженный работник жилищно-коммунального хозяйства РСФСР, генеральный директор закрытого акционерного общества «Омскгражданстрой», президент регионального объединения работодателей «Союз строителей Омской области»                                                                      | 18.06.1937-14.10.2021              | 33-р от 14.03.2013              |
| Третьяков, Валентин Александрович    | бывший первый заместитель Председателя Правительства Омской области | 18.09.1938                         | 179-р от 06.09.2012             |
| Язов, Дмитрий Тимофеевич             | Маршал Советского Союза, ведущий аналитик (генеральный инспектор) Службы генеральных инспекторов, Министерства обороны Российской Федерации | 08.11.1924-25.02.2020              | 218-р от 04.12.2009             |
| Ульянов, Михаил Александрович        | Народный артист СССР, Герой Социалистического Труда, художественный руководитель Государственного академического театра им. Е. Вахтангова | 20.11.1927-26.03.2007              | 136-р от 10.06.2005             |
| Суханова (Блохина) Надежда Андреевна | Заслуженная артистка РСФСР, артистка Государственного учреждения культуры Омской области «Омский государственный музыкальный театр» | 30.11.1922 (04.12.1922)-12.09.2011 | 8 от 27.01.2005                 |
| Каминский, Эдуард Францевич          | Герой Социалистического Труда, заслуженный строитель РСФСР, профессор, «Сибирская государственная автомобильно-дорожная академия» (СибАДИ) | 12.04.1928-08.05.2008              | 58 от 10.04.2003                |
| Кудряшов, Павел Иванович             | Заслуженный работник сельского хозяйства Российской Федерации, директор закрытого акционерного общества «Солнечное» Шербакульского района Омской области | 14.05.1930-09.09.2004              | 275 от 20.11.2002               |
| Будеркин, Пётр Васильевич            | Герой Социалистического Труда, заслуженный нефтехимик РСФСР, директор акционерного общества открытого типа «Омскшина» | 07.04.1924-22.11.2004              | 176-п от 06.05.1999             |
| Кибаль, Иван Андреевич               | Герой Советского Союза, генерал-лейтенант в отставке, член районного совета ветеранов, войны и труда | 08.07.1922-20.12.2001              | 176-п от 06.05.1999             |
| Бревнова, Нина Никандровна           | заслуженный работник культуры РСФСР, советник по экономическим вопросам Главного управления культуры и искусства Администрации Омской области | 28.03.1924-02.05.2018              | 176-п от 06.05.1999             |
| Подойменко, Наталия Ивановна         | Заслуженный работник социального обеспечения Российской Федерации, директор Нежинского геронтологического центра | 19.06.1939-21.12.2022              | 442-п от 20.11.1998             |
| Колмаков, Анатолий Фёдорович         | директор акционерного общества «Оглухинское» Крутинского района Омской области | 07.11.1933-20.12.2017              | 442-п от 20.11.1998             |
| Ковалёв, Николай Александрович       | Герой Социалистического Труда, бригадир Строительно-монтажного управления 4 Треста 6 | 24.12.1929-06.01.2007              | 442-п от 20.11.1998             |